# Hadeano
Na escala de tempo geológico, o Hadeano (ou Hádico, em português de Portugal) é o primeiro e mais antigo dos quatro éons geológicos conhecidos da história da Terra, que começou com a formação do planeta há cerca de 4,54 bilhões(pt-BR) ou mil milhões(pt-PT?) de anos, agora definido como (4567,30 ± 0,16) milhões de anos definido pela idade do material sólido mais antigo do Sistema Solar encontrado em alguns meteoritos com cerca de 4,567 bilhões(pt-BR) ou mil milhões(pt-PT?) de anos. A suposta colisão interplanetária que criou a Lua ocorreu no início deste éon. O Hadeano, que terminou há 4,031 bilhões(pt-BR) ou mil milhões(pt-PT?) de anos e foi sucedido pelo éon Arqueano, com a hipótese de que o Intenso Bombardeio Tardio tenha ocorrido na fronteira Hadeano-Arqueano.
As rochas hadianas são muito raras, consistindo em grande parte de zircões granulares de uma localidade (Jack Hills) na Austrália Ocidental. Os modelos geofísicos hadeanos permanecem controversos entre os geólogos: parece que as placas tectônicas(pt-BR) ou placas tectónicas(pt-PT?) e o crescimento dos continentes podem ter começado no Hadeano. A Terra no início do Hadeano tinha uma atmosfera pré-biótica muito espessa, rica em dióxido de carbono e metano, mas eventualmente oceanos feitos de água líquida foram formados.

## Etimologia
O nome do éon "Hadeano", vem do grego Hades, um deus grego do mesmo nome (e pode ser usado para descrever o próprio submundo), referindo-se às condições infernais que prevaleciam na Terra primitiva: o planeta acabara de ser formado a partir de uma acreção recente, e sua superfície ainda estava derretida com lava superaquecida, a abundância de elementos radioativos de vida curta e frequentes eventos de impacto com outros corpos do Sistema Solar.
O termo foi cunhado pelo geólogo americano Preston Cloud, originalmente para rotular o período anterior às primeiras rochas conhecidas na Terra. W.B. Harland mais tarde cunhou um termo quase sinônimo, o Período Priscoano, de priscus, a palavra latina para antigo. Outros textos mais antigos referem-se ao éon como o Pré-Arqueano.

## Subdivisões
Embora de uso corrente, o Hadeano não é formalmente um éon, e nenhum limite inferior para o Arqueano foi acordado. Por vezes o Hadeano também tem sido chamado de Priscoano ou Azoico. Algumas vezes, o Hadeano é subdividido de acordo com a escala de tempo geológico lunar. Essas eras incluem a Críptica e Grupos Basin (que são subdivisões da era Pré-Netariana), Nectárica e Ímbrica Inferior.
Uma vez que restam poucos vestígios geológicos deste período na Terra não existem subdivisões oficiais. Porém, várias das principais divisões da escala de tempo geológico lunar ocorreram no Hadeano, e são por vezes usadas de modo não-oficial para referir-se aos mesmos períodos de tempo na Terra.
| Éon     | Era          | M. anos |
| ------- | ------------ | ------- |
| Hadeano | Ímbrico      | 3.850   |
| Hadeano | Nectárico    | 3.920   |
| Hadeano | Grupos Basin | 4.150   |
| Hadeano | Críptico     | 4.570   |

## Formação do Sistema Solar
A formação do Sistema Solar durante o Hadeano iniciou-se com a contração da Nebulosa Solar original, provavelmente devido às ondas de choque de uma supernova próxima. Seguiu-se o colapso gravitacional da Nebulosa Solar num disco rotativo com a maior parte da massa concentrada no centro, na forma de gás hidrogênio (H2), firmando o proto-Sol. A compactação gravitacional continuou até que se iniciou a fusão nuclear de hidrogênio em hélio (He), com liberação contínua de luz e calor pelo Sol.
Partículas de poeira de composição diversa, vestígios de estrelas extintas, acumularam-se num disco de acreção proto-planetário ao redor da estrela nascente. Os mais antigos materiais sólidos do Sistema Solar são inclusões ricas em cálcio e alumínio (Calcium-Aluminum-rich Inclusions – CAIs), com idades de até 4,566 bilhões de anos, encontradas em meteoritos condritos carbonáceos, as quais estabelecem uma data-limite inicial para a formação planetária. Materiais rochosos e metálicos conseguiram se solidificar nas temperaturas mais elevadas próximo do Sol, enquanto o vento solar varria os materiais mais leves como água (H2O), amônia (NH3) e metano (CH4) para longe, onde as temperaturas mais baixas permitiram sua solidificação.
Grãos de poeira grudaram uns nos outros até que os planetesimais ficassem grandes o bastante para começar a atrair material com seus próprios campos gravitacionais. Seu crescimento desenfreado levou a dezenas de proto-planetas que se chocavam violentamente uns com os outros. A Terra e a Lua formaram-se, segundo a hipótese do Big Splash, quando um proto-planeta de tamanho aproximado ao de Marte colidiu com outro com cerca de metade do tamanho da Terra atual. Esse impacto deixou a Terra 2/3 completa e atirou grande quantidade de material em sua órbita, o qual se condensou para formar um satélite natural. O proto-Vênus parece ter sofrido também um grande impacto no princípio de sua formação, que foi capaz de inverter o sentido de rotação do planeta. No entanto, como nenhuma lua se formou nesse caso, a colisão deve ter se dado de tal modo que o material ejetado para o espaço se precipitou de volta sobre sua superfície; os dois proto-planetas se fundiram completamente.
A energia das colisões entre os grandes proto-planetas juntamente com o decaimento radioativo de seus materiais formativos geraram uma grande quantidade de calor, de tal modo que os planetas teriam sido inicialmente derretidos. O material mais denso – ferro (Fe) e níquel (Ni) fundidos – afundou para se tornar os núcleos dos planetas, ao passo que material menos denso compôs os mantos. O material de menor densidade – basicamente silicatos – formou uma espécie de escória superficial, o magma, cuja solidificação ocorreu à medida que os planetas esfriaram, originando as crostas planetárias. O ferro da proto-Terra já teria sido drenado para o núcleo quando o grande impacto formador da Lua aconteceu, e o núcleo de ferro do outro proto-planeta afundou e fundiu-se com o da proto-Terra. Desse modo, o material que formou a Lua era originário de mantos rochosos, carentes de ferro, o que explica sua densidade mais baixa que a da Terra.
Os primeiros planetas a se formarem na parte mais externa da Nebulosa Solar agregaram ainda boa parte do material volátil presente nessa região, originando os planetas gigantes gasosos – Júpiter, Saturno, Urano e Netuno. Outros mundos formados nessa área acabaram capturados gravitacionalmente por estes gigantes, tornando-se suas luas. Por terem se formado em regiões mais distantes, esses últimos frequentemente possuem muito gelo de água e de amônia, tanto em suas crostas quanto em seus mantos. É provável que o manto da lua Europa, de Júpiter, seja um oceano de água, é possível que mares de metano e etano líquidos banhem a gélida superfície da lua Titã de Saturno, coberta por densa atmosfera rica em hidrocarbonetos.
As superfícies de vários corpos planetários revelam que até cerca de 3,8 mil milhões de anos os mundos recém-formados foram continuamente bombardeados por detritos meteóricos. Por fim, planetésimos que não se agregaram permaneceram no Cinturão de Asteróides, entre Marte e Júpiter, no Cinturão de Kuiper, além de Netuno, ou foram catapultados gravitavionalmente por Júpiter para a Nuvem de Oort, nos confins do Sitema Solar. Os do primeiro grupo têm composição rochosa ou metálica, enquanto os dos dois últimos têm bastante gelo em sua composição, bem como vários compostos de carbono (C), nitrogênio (N) e enxofre (S). Caso suas órbitas os levem às regiões internas do Sistema Solar, seu gelo é volatilizado pela energia do Sol e carregado pelo vento solar, formando uma cauda brilhante – são os cometas.

## A Terra Hadeana
| Subdivisões do Pré-Cambriano | Subdivisões do Pré-Cambriano | Subdivisões do Pré-Cambriano | Subdivisões do Pré-Cambriano |
| Éon                          | Era                          | Sistema/Período              | Idade (Ma)                   |
| ---------------------------- | ---------------------------- | ---------------------------- | ---------------------------- |
| Arqueano                     | Eratosteniano                |                              | mais recente                 |
| Hadeano                      | Ímbrico                      | Ímbrico Superior             | 3850-3400                    |
| Hadeano                      | Ímbrico                      | Ímbrico Inferior             | 3880-3850                    |
| Hadeano                      | Nectárico                    |                              | 3920-3880                    |
| Hadeano                      | Grupos Basin                 |                              | 4150-3920                    |
| Hadeano                      | Críptico                     |                              | 4570-4150                    |

A Terra primordial era provavelmente muito quente devido à liberação de energia mecânica durante o processo de acreção planetária, em especial a fase final das grandes colisões, e ao decaimento radioativo de elementos em seu interior. A fusão do interior do planeta permitiu que o ferro mais denso afundasse para o centro, formando um núcleo pesado; o material menos denso, rico em silicatos, ascendesse para a superfície, formando um oceano de magma; e o material entre o núcleo e o magma, com densidades variáveis, formasse o manto do planeta. O oceano de magma, ao esfriar, formou uma camada de crosta basáltica semelhante ao assoalho dos oceanos atuais, talvez em apenas uns poucos anos ou décadas. Mas qualquer fina crosta que se formasse seria destroçada pelas frequentes colisões meteoríticas; somente quando o bombardeio meteorítico pesado abrandou, a crosta planetária pôde se estabilizar.
A diferenciação dos materiais fundidos da Terra primitiva teria também permitido a liberação de componentes gasosos formados em seu interior. Vulcões modernos liberam gases quando o magma é trazido à superfície, os quais nos indicam a composição da atmosfera primordial da Terra: vapor d’água (H2O), gás carbônico (CO2), monóxido de carbono (CO), dióxido de enxofre (SO2), cloreto de hidrogênio (HCl), nitrogênio (N2) e hidrogênio (H2) molecular. A atmosfera da Terra hadeana foi provavelmente rica em CO2, talvez tanto quanto as atmosferas de Vênus e de Marte. O efeito estufa resultante foi importante para manter a Terra moderadamente aquecida após a consolidação de sua crosta; na época, o jovem Sol tinha cerca de 80% de sua luminosidade atual, o que causaria condições glaciais no globo sob as pressões terrestres, se não fosse pelo efeito-estufa da atmosfera hadeana.
É provável que a Terra tenha adquirido parte de sua água e das substâncias necessárias às reações precursoras da vida a partir de colisões com cometas. O vapor d’água teria se condensado na atmosfera terrestre e chovido de volta sobre a superfície, cobrindo a crosta primitiva com lagos, mares e por fim oceanos. O ciclo das chuvas teve um importante papel no resfriamento do planeta: ao evaporar, a água absorvia calor do oceano de magma exposto à atmosfera ou coberto pela tênue crosta; mais tarde, ao se condensar na alta atmosfera, a água irradiava esse calor para o espaço.
Grãos de silicato de zircônio incrustados em rochas metamórficas do grupo Warrawoona na Austrália ocidental foram datados em até 4,4 bilhões de anos, indicando que por essa época uma crosta estava se consolidando. Também pela análise química desses grãos, pesquisadores concluíram que o mineral apenas poderia ter se formado na presença de água líquida, portanto num ambiente de temperaturas superficiais abaixo de 100o C e acima de 0o C, considerando que a pressão atmosférica de então não fosse muito diferente da que é atualmente. A interação entre a rocha e a água deve ter ocorrido entre os eventos cataclísmicos que fundiam grandes porções, mas não mais a totalidade, da crosta terrestre. Esses impactos continuaram intensos até o fim do Hadeano.

## Vida Hadeana
Desse modo, a Terra foi o único mundo no Sistema Solar em que, nas fases finais do processo de formação planetária, se criaram condições propícias ao surgimento da vida, a saber, temperaturas e pressões adequadas para a presença perene de água líquida em sua superfície, mantida por um ciclo hidrológico que inclui o gelo dos pólos e o vapor da atmosfera. A água pôde atuar como solvente de substâncias químicas diversas, em especial compostos de carbono, que puderam reagir mais facilmente, inaugurando rotas bioquímicas que culminaram no aparecimento dos primeiros seres vivos.